# Fujiwara no Nobunaga
Fujiwara no Nobunaga (藤原 信長) (1022–1094), troisième fils de Fujiwara no Norimichi, est un noble de cour japonais (kugyō) de l'époque de Heian dont la mère est une fille de Fujiwara no Kintō. Bien que son père Norimichi ait été régent des empereurs Go-Sanjo et Shirakawa, Nobunaga n'occupe pas cette fonction. Après la mort de son père, le poste de régent passe à la lignée de Fujiwara no Yorimichi, le premier fils de Fujiwara no Michinaga. Il est nommé Daijō-daijin en 1080, mais son ordre de préséance vient après celui du régent Fujiwara no Morozane, son cousin.